# Ramon Pujol i Alsina
Ramon Pujol i Alsina (Barcelona, 24 de febrer de 1903 - 4 de juny de 1986) fou un excursionista, fotògraf, escriptor i botànic català, membre destacat del Centre Excursionista de Catalunya (CEC).
Fill d'uns botiguers, estudià a les escoles del Districte II, on fou influenciat per Josep Pallerola i Roca. Després va estudiar a l'Ateneu Obrer del seu districte i a les escoles mercantils del Centre Autonomista de Dependents del Comerç i de la Indústria (CADCI) on va aprendre, entre altres matèries, comptabilitat i francès. Va alternar la seva feina com a representant comercial amb l'excursionisme amb companys del CADCI. Entre 1917 i 1920 va pujar al Montseny, al Puigsacalm i a l'Ulldeter, i el 1923 pujà al Canigó.
El 1931 ingressà com a soci al Centre Excursionista de Catalunya, al que va estar vinculat la resta de la seva vida. L'esclat de la guerra civil espanyola el va sorprendre de vacances a Mallorca. Aconseguí sortir i marxà un temps a Suïssa. Poc abans dels fets de maig del 1937 tornà a Barcelona, fou reclutat per l'Exèrcit Popular de la República i fou destinat al front del Segre, on va ser ferit per un obús.
El 1942 fou nomenat president de la Secció de Muntanya del Centre Excursionista de Catalunya, del que també en fou tresorer de 1959 a 1976. Va fer nombroses excursions i va practicar l'esquí. Alhora col·laborà a la revista de l'entitat Muntanya i va escriure llibre sobre botànica. També fou comptador de la Junta Directiva de l'Orfeó Català, dels Amics de l'Alguer i soci del Club Natació Barcelona. Va fer els cursos de flora i botànica alpina de Pius Font i Quer es dedicà a recollir i estudiar les plantes de muntanya, escrivint-ne fins a 37 articles a Muntanya.
En 1976 va posar en marxa l'Arxiu de la Masia Catalana del CEC, amb Josep Llaudó Majoral i altres. El mateix any va rebre la medalla d'argent del centenari del CEC. En 1985 va rebre un dels Premis d'Actuació Cívica de la Fundació Lluís Carulla. Després de la seva mort degut a una ràpida malaltia el 4 de juny de 1986 el CEC va crear el Centre d'Estudis Botànics Ramon Pujol i Alsina.

## Obres
- L'alta muntanya catalana: flora i vegetació (1976) amb text de Josep Vigo i Bonada.